# Bloom (альбом Audio Adrenaline)
Bloom  — третий студийный альбом американской христианской рок-группы Audio Adrenaline, выпущенный 1 октября 1996 года на лейбле ForeFront Records. В 1996 году альбом был сертифицирован Американской ассоциацией звукозаписывающих компаний (RIAA) в золотом статусе

## История
Bloom представлял собой отход от предыдущих работ группы в сторону более прямолинейного рока с намёками на гранж. По словам членов группы, и название, и музыка отражают то, как они повзрослели и «перешли на новый этап жизни».

## Отзывы
| Оценки критиков     | Оценки критиков |
| Источник            | Оценка          |
| ------------------- | --------------- |
| AllMusic            | [ 4 ]           |
| Jesus Freak Hideout | [ 5 ]           |

Альбом получил положительные отзывы от музыкальных критиков и был хорошо принят публикой, стал первым альбомом группы, получившим золотой сертификат RIAA. Джон ДиБиасе из Jesus Freak Hideout дал альбому 4,5 звезды из 5, назвав его «смелым и рискованным альбомом для группы, который оказался в конечном итоге мудрым стилистическим изменением… это один из их лучших, и чертовски хороший рок-альбом 90-х». Пол Портелл, также из Jesus Freak Hideout, дал ему 3,5 звезды из 5 и написал, что альбом «продемонстрировал рост и потенциал Audio A… Ни один поклонник христианского рока 90-х не должен обойтись без этого монументального проекта». Шервин Фриас, тоже из Jesus Freak Hideout, похвалил улучшенное сочинение песен группы и назвал альбом «фантастическим» и «необходимым для любого поклонника AudioA».

## Коммерческие показатели
Альбом занял 77-е место в американском основном хит-параде Billboard 200 и 2-е в чарте Christian Albums.

## Список композиций
| №                   | Название | Автор(ы)                                              | Длительность |
| ------------------- | --- | ----------------------------------------------------- | ------------ |
| 1.                  | «Secret» | Barry Blair, Bob Herdman, Will McGinniss, Mark Stuart | 3:43         |
| 2.                  | «Never Gonna Be as Big as Jesus[a][b]» | Blair, Herdman, McGinniss, Stuart                     | 4:27         |
| 3.                  | «Good People» | Blair, Herdman, McGinniss, Stuart                     | 3:26         |
| 4.                  | «I'm Not the King[a]» | Blair, Herdman, McGinniss, Stuart                     | 3:53         |
| 5.                  | «Walk on Water[a]» | Blair, Herdman, McGinniss, Stuart                     | 3:52         |
| 6.                  | «See Through» | Blair, Herdman, McGinniss, Stuart                     | 4:58         |
| 7.                  | «Free Ride» | Dan Hartman                                           | 3:23         |
| 8.                  | «Man of God» | Blair, Herdman, McGinniss, Stuart                     | 4:18         |
| 9.                  | «Gloryland» | Blair, Herdman, McGinniss, Stuart                     | 4:24         |
| 10.                 | «Jazz Odyssey» | Blair, Herdman, McGinniss, Stuart                     | 1:22         |
| 11.                 | «Bag Lady» | Blair, Herdman, McGinniss, Stuart                     | 4:11         |
| 12.                 | «I Hear Jesus Calling» | Blair, Herdman, McGinniss, Stuart                     | 3:22         |
| 13.                 | «Memoir» (Песня "Memoir" заканчивается на 4:06. После примерно 21 секунды тишины [4:06 - 4:27] начинается скрытый трек без названия: это короткий студийный out-take.) | Blair, Herdman, McGinniss, Stuart                     | 5:10         |
| Общая длительность: | Общая длительность: | Общая длительность:                                   | 50:37        |

a  появляется на Hit Parade
b  появляется на Adios: The Greatest Hits

## Участники записи
- Марк Стюарт — вокал
- Барри Блэр — гитара
- Уилл Макгиннисс — бас
- Боб Хердман — клавишные